# Сарториус фон Вальтерсгаузен, Август
Август Сарториус барон фон Вальтерсгаузен, (нем. August Sartorius von Waltershausen; 1852[…], Гёттинген — 1938[…]) — немецкий экономист, сын геолога Вольфганга Сарториуса, профессор в Цюрихе и Страсбурге. Отец композитора Германа Вольфганга Сарториуса.

## Труды
- «Die Stellung des Staates zu der Alters- u. Invalidenversorgung der Sohnarbeiter» (Берл., 1880),
- «Das deutsche Einfuhrverbot amerikanischen Schweinefleisches» (Иена, 1884),
- «Die Zukunft des Deutschtums in den Vereinigten Staaten» (Берл., 1885),
- «Die nordamerikanischen Gewerkschaften unter dem Einflusse d. fortschreitenden Produktionstechnik» (там же, 1886),
- «D e r moderne Sozialismus in den Vereinigten Staaten von Amerika» (там же, 1890),
- «Die Arbeitsverfassung der englischen Kolonien in «Nordamerika» (Страсб., 1894).
- «Handelsbilanz der Vereinigten Staaten von Amerika» (1901)
- «Das Volkswirtschaftliche System Der Kapitalanlage Im Auslande» (Берлин, 1907)

## Некоторые упоминания
- В. И. Ленин в примечаниях к статье «Крах II Интернационала»:

— Немецкий империалист Сарториус фон Вальтерсхаузен в сочинении о помещении капитала за границей (1907) порицает немецких социал-демократов за игнорирование «национального блага» — состоящего в захвате колоний — и хвалит английских рабочих за их «реализм», напр., за их борьбу против иммиграции. 